# Red Holloway
James L. "Red" Holloway (Helena, Arkansas, 31 de mayo de 1927-Morro Bay, California, 25 de febrero de 2012) fue un músico de jazz estadounidense, saxofonista especializado en el tenor.

## Historial
Inició su carrera profesional en 1934, en el grupo de Gene Wright, aunque pronto pasó a tocar con músicos como John Coltrane, Ahmad Jamal, Yuseef Lateef y, ya en 1948, el bluesman Roosevelt Sykes. Después formó su propio cuarteto, con el que actuó entre 1952 y 1961. Lo que no le impidió tocar, paralelamente, en las bandas de Ben Webster, Lionel Hampton y Sun Ra (1953 y 1957), así como con los cantantes Billie Holiday y Nat King Cole. Músico de sesión reputado, acompañó puntualmente a Charlie Parker, Lester Young, Miles Davis, Sonny Rollins y Dexter Gordon, así como a músicos de rhythm and blues de la época, como Memphis Slim, B.B. King, Bobby Blue Bland o Jimmy Witherspoon.
La realización de diversos trabajos en trío con organistas como Bill Doggett o Brother Jack McDuff, a comienzos de los años 1960, lo llevó a ser identificado frecuentemente con el estilo soul jazz. Después se instaló en California, desarrollando una activa carrera con músicos tan diversos como John Mayall, Sonny Stitt, Joe Williams o Etta James.
Holloway, muy aficionado a intervenir en jam sessions, fue un saxofonista muy dúctil, abierto a todos los estilos de raíz afroamericana, con formas de bopper, y un profundo aliento rhythm and blues.

## Discografía

### A su nombre
- The Burner (Prestige, 1963)
- Cookin' Together, con Jack McDuff (Prestige, 1964)
- Sax, Strings and Soul (Prestige, 1964)
- Red Soul (Prestige, 1965)
- Sonny and  Red: You don't know what love is, con Sonny Stitt (Prestige, 1976)
- Hittin' the Road Again (JAM, 1982)
- Nica's Dream (Steeplechase, 1984)
- Red Holloway & Company (Concord, 1987)
- Locksmith Blues (Concord, 1989)
- Daydream con T.C.Pfeiler (Tonewheel, 1997)
- In the Red (High Note, 1997)
- Standing Room Only (Chiaroscuro, 1998)
- A Night of Blues and Ballads (JHM, 1999)
- Coast to Coast (Milestone, 2003)
- Something old something new (2007)
- Go Red Go ! (Delmark, 2008)
- Meets the Bernhard Pichi Trio (Organic Music, 2009)